# Spilogona changbaishanensis
Spilogona changbaishanensis este o specie de muște din genul Spilogona, familia Muscidae, descrisă de Xue în anul 1981. Conform Catalogue of Life specia Spilogona changbaishanensis nu are subspecii cunoscute.